# Костюки
Костюки́ — село в Україні, у Хорольській громаді Лубенського району Полтавської області. Населення становить 164 осіб. До 2020 орган місцевого самоврядування — Вишняківська сільська рада.

## Географія
Село Костюки розташоване на правому березі річки Хорол, вище за течією на відстані 2 км розташоване село Вишняки, нижче за течією на відстані 2 км розташоване село Трубайці, на протилежному березі - село Хвощівка. Річка в цьому місці звивиста, утворює лимани, стариці та заболочені озера.

## Історія
12 червня 2020 року, відповідно до розпорядження Кабінету Міністрів України № 721-р «Про визначення адміністративних центрів та затвердження територій територіальних громад Полтавської області», село увійшло до складу Хорольської міської громади..
19 липня 2020 року, в результаті адміністративно - територіальної реформи та ліквідації Хорольського району, село увійшло до складу новоутвореного Лубенського району.

## Політика

### Парламентські вибори, 2019
На позачергових парламентських виборах 2019 року у селі функціонувала окрема виборча дільниця № 530877, розташована у приміщенні клубу.
Результати
- зареєстровано 128 виборців, явка 80,47%, найбільше голосів віддано за «Слугу народу» — 37,86%, за Всеукраїнське об'єднання «Батьківщина» — 14,56%, за Радикальну партію Олега Ляшка — 11,65%.[3] В одномандатному окрузі найбільше голосів отримав Фахраддін Мухтаров (самовисування) — 35,35%, за Анастасію Ляшенко (Слуга народу) — 21,21%, за Олексія Баганця (Всеукраїнське об'єднання «Батьківщина») — 13,13%[4].

## Відомі люди
- Костюк Іван Степановач, 1963 р. н., с. Костюки Хорольського району Полтавської області, українець. Проживає у с. Костюки,    майстер спорту міжнародного класу з мотоболу.
- ПАВЛЕНКО Іван Іванович, 1913 р. н., с. Костюки Хорольського р-ну Полтавської обл., українець, із селян, малописьменний. Проживав у с. Костюки. Колгоспник. Заарештований 6 вересня 1937 р. Засуджений Особливою трійкою при УНКВС Харківської обл. 17 вересня 1937 р. за ст. 54-10 ч. 1 КК УРСР до 10 років позбавлення волі. Реабілітований Полтавським обласним судом 30 березня 1966 р.
- ПАВЛЕНКО Микола Іванович, 1915 р. н., с. Трубайці Хорольського р-ну Полтавської обл., українець, із селян, освіта початкова. Проживав у с. Костюки Хорольського р-ну. Колгоспник. Заарештований 7 вересня 1937 р. Засуджений Особливою трійкою при УНКВС Полтавської обл. 17 вересня 1937 р. за ст. 54-10 ч. 1 КК УРСР до 10 років позбавлення волі. Реабілітований Полтавською обласною прокуратурою 21 грудня 1989 р.[5]